# Little Eccleston-with-Larbreck
Little Eccleston-with-Larbreck är en civil parish i Storbritannien.   Den ligger i grevskapet Lancashire och riksdelen England, i den centrala delen av landet, 300 km nordväst om huvudstaden London. Antalet invånare är 400.